# 罗洋
罗洋（1984年—），中国摄影师，因摄女性照片而出名。

## 生平
1984年出生于沈阳。她读美術學士的平面设计，2009年7月从鲁迅美术学院毕业。
罗洋现在北京生活，并于那里拍摄照片。其作品在中国大陆及欧洲多地曾展出过，包括艾未未于2013年所举办的「不合作方式2」。